# Bunnahabhain
Bunnahabhain (Bun-a-aha-ven) je škotski viski z otoka Islay. Ime v prevodu pomeni »Izliv rek«, destilarna pa proizvaja dober, slankast viski, ki ga uporabljajo za blended viski, na primer za The Famous Grouse. Prodajajo ga kot dvanajstletnega, ima pa svež vonj po lešnikih in zemlji. Ima rahel okus po dimu z dodatkom kave, pri njem pa lahko zasledimo tudi rahel okus po lesu in popru.